# Kjeld Nuis
Kjeld Nuis (n. 10 noiembrie 1989, Leiden, Olanda de Sud, Țările de Jos) este un patinator de viteză ce a reprezentat Țările de Jos, medaliat olimpic. A participat la o ediție a Jocurilor Olimpice (2022) în care a câștigat o medalie de aur.

## Participări
Lista de mai jos prezintă principalele competiții la care a participat Kjeld Nuis de-a lungul carierei.
- Patinaj viteză la Jocurile Olimpice de iarnă din 2022 - 1.500 metri (masculin)[5]